# Nam Hinboun
Nam Hinboun (tiếng Việt là sông Hin Bun) là một dòng sông ở tỉnh Khammouan, CHDCND Lào .
Nam Hinboun chảy về đông nam, đổ vào sông Mê Kông. Dọc sông là một đồng bằng hẹp trông lúa nhưng dễ bị lũ lụt ảnh hưởng .

## Tác động của thủy điện Theun Hinboun
Nam Hinboun là dòng nhận nước của nhà máy thủy điện Theun Hinboun, một công trình đã chuyển nước từ một phụ lưu khác của sông Mê Kông là Nam Theun (Nam Kading), tới nhà máy ở Ban Na Hin. 
Sự chuyển nước này được những người bảo vệ môi trường trong Tổ chức Sông ngòi Quốc tế coi là nguyên nhân gây ngập lụt các cánh đồng lúa ở thung lũng Nam Hinboun .

## Chỉ dẫn
1. ↑  Trong tiếng Thái, Lào "Nam" (Nậm) có nghĩa là nước, sông, suối.